# A Song of the High Hills

A Song of the High Hills est une œuvre pour ténor, soprano, chœur et orchestre de Frederick Delius. Composée en 1911, elle est jouée pour la première fois sous la direction d'Albert Coates au Queen's Hall à Londres le 26 février 1920. C'était un concert de la Royal Philharmonic Society avec comme solistes Maud Willby et Norman Stone, avec le tout nouveau Philharmonic Choir sous la direction de son fondateur Charles Kennedy Scott (en) faisant sa première apparition publique,. La pièce est symphonique et utilise le chœur comme un instrument supplémentaire, sans aucune parole. Le chœur chante seul pendant un bref passage a cappella. Delius expliquait : 

« J'ai essayé d'exprimer la joie et le ravissement ressentit dans les hautes montagnes et de dépeindre la mélancolie solitaire es grandes étendues des hautes altitudes. Les parties vocales symbolisent l'Homme dans la Nature. »

Sir Thomas Beecham parle de cette pièce comme l'une des œuvres majeures de Delius (« sur une échelle héroïque, et l'inspiration est à un niveau exalté tout au long du morceau,. ») et comme une œuvre de transition dans laquelle Delius s'éloigne des sensibilités humaines comme celles dépeintes dans Sea Drift (en) pour aller vers une « certaine austérité de manière, » atteignant « une séquence magique de sons et d'échos, vocaux et instrumentaux, culminant tous dans un grand élan sonore qui semble inonder l'ensemble du paysage,. » « …Nous avons jusqu'alors été peu familiers de l'austérité et de l'impersonnalité, comme si le compositeur était fatigué d'interpréter les joies et les peines des êtres humains et s'était tourné vers la contemplation de la nature seule, »
Beecham enregistra cette œuvre le 22 novembre 1946 avec Freda Hart (soprano) et Leslie Jones (ténor), la Luton Choral Society et le Royal Philharmonic Orchestra,.

### Citations
1. ↑  « I have tried to express the joy and rapture felt in the High Mountains and to depict the lonely melancholy of the highest altitudes of the wide expanses. The vocal parts typify Man in Nature. »
2. ↑  « on an heroic scale, and the inspiration is on an exalted level throughout. »
3. ↑  « certain austerity of manner. »
4. ↑  « a magical sequence of sounds and echoes, both vocal and instrumental, all culminating in a great outburst of tone that seems to flood the entire landscape. »
5. ↑  « …we have hitherto unfamiliar elements of austerity and impersonality, as if the composer had grown tired of interpreting the joys and sorrows of human beings and had turned to the contemplation of nature only. »